# Lancer du javelot féminin aux championnats du monde d'athlétisme 2011
Navigation
Berlin 2009 Moscou 2013
L'épreuve du lancer du javelot féminin des championnats du monde de 2011 s'est déroulée les 1er et 2 septembre 2011 dans le stade de Daegu en Corée du Sud. Elle est remportée par la Tchèque Barbora Špotáková après disqualification en 2018 de la Russe Maria Abakumova.

## Records et performances

### Records
Les records du lancer du javelot femmes (mondial, des championnats et par continent) étaient avant les championnats 2011 les suivants.  
| Record                    | Athlète           | Pays           | Distance | Date              | Lieu                   |
| ------------------------- | ----------------- | -------------- | -------- | ----------------- | ---------------------- |
| Record du monde           | Barbora Špotáková | Tchéquie       | 72,28 m  | 13 septembre 2008 | Stuttgart, Allemagne   |
| Record des championnats   | Osleidys Menéndez | Cuba           | 71,70 m  | 14 août 2005      | Helsinki, Finlande     |
| Record d'Afrique          | Sunette Viljoen   | Afrique du Sud | 65,43 m  | 7 juillet 2009    | Belgrade, Serbie       |
| Record d'Asie             | Wei Jianhua       | Chine          | 63,92 m  | 18 août 2000      | Beijing, Chine         |
| Record d'Amérique du Nord | Osleidys Menéndez | Cuba           | 71,70 m  | 14 août 2005      | Helsinki, Finlande     |
| Record d'Amérique du Sud  | Sabina Moya       | Colombie       | 62,62 m  | 12 mai 2002       | Guatemala, Guatemala   |
| Record d'Europe           | Barbora Špotáková | Tchéquie       | 72,28 m  | 13 septembre 2008 | Stuttgart, Allemagne   |
| Record d'Océanie          | Louise Currey     | Australie      | 66,80 m  | 5 août 2000       | Goald Coast, Australie |

## Engagées
Pour se qualifier, il faut avoir réalisé au moins 61,00 m (minimum A) ou 59,00 m (minimum B) entre le 15 octobre 2010 et le 15 août 2011.

## Médaillées
| Or                      | Argent                | Bronze                    |
| Barbora Špotáková (CZE) | Sunette Viljoen (RSA) | Christina Obergföll (GER) |

## Résultats

### Finale
| Rang               | Athlète             | Pays           | Essais | Essais | Essais | Essais | Essais | Essais | Marque | Notes |
| Rang               | Athlète             | Pays           | 1      | 2      | 3      | 4      | 5      | 6      | Marque | Notes |
| ------------------ | ------------------- | -------------- | ------ | ------ | ------ | ------ | ------ | ------ | ------ | ----- |
| DQ                 | Maria Abakumova     | Russie         | 60,38  | 71,25  | -      | x      | 71,99  | 64,27  | 71,99  |       |
| Médaille d'or      | Barbora Špotáková   | Tchéquie       | 68,80  | 67,90  | 68,64  | 67,12  | 71,58  | 66,80  | 71,58  | SB    |
| Médaille d'argent  | Sunette Viljoen     | Afrique du Sud | 64,36  | 65,20  | 63,12  | 58,48  | 68,38  | 62,68  | 68,38  | AR    |
| Médaille de bronze | Christina Obergföll | Allemagne      | 61,74  | 64,39  | 64,80  | 65,24  | 63,51  | x      | 65,24  |       |
| 4                  | Katharina Molitor   | Allemagne      | 59,88  | 58,19  | 57,94  | 60,31  | 58,85  | 64,32  | 64,32  |       |
| 5                  | Kimberley Mickle    | Australie      | 59,33  | 57,07  | 60,87  | x      | 61,96  | 61,33  | 61,96  |       |
| 6                  | Martina Ratej       | Slovénie       | 58,87  | x      | 60,58  | x      | 61,65  | x      | 61,65  |       |
| 7                  | Jarmila Klimešová   | Tchéquie       | 59,27  | x      | 57,37  | x      | x      | 55,87  | 59,27  |       |
| 8                  | Yuki Ebihara        | Japon          | 59,08  | 58,39  | 57,96  |        |        |        | 59,08  |       |
| 9                  | Goldie Sayers       | Royaume-Uni    | 57,32  | 57,52  | 58,18  |        |        |        | 58,18  |       |
| 10                 | Madara Palameika    | Lettonie       | 55,69  | 58,08  | x      |        |        |        | 58,08  |       |
| 11                 | Linda Stahl         | Allemagne      |        |        |        |        |        |        | DNS    |       |

### Qualifications
Qualification : 61,00 m (Q) ou les 12 meilleurs lancers (q).
| Rang | Athlète                   | Distance   | Essais  | Essais  | Essais  |
|      |                           |            | Essai 1 | Essai 2 | Essai 3 |
| ---- | ------------------------- | ---------- | ------- | ------- | ------- |
| 1    | Christina Obergföll (GER) | 68,76 (Q)  | 68,76   |         |         |
| 2    | Katharina Molitor (GER)   | 63,52 (Q)  | 63,52   |         |         |
| 3    | Maria Abakumova (RUS)     | 62,49 (Q)  | x       | 62,49   |         |
| 4    | Goldie Sayers (GBR)       | 62,19 (Q)  | 56,61   | 62,19   |         |
| 5    | Yuki Ebihara (JPN)        | 59,88 (q)  | 57,36   | 59,66   | 59,88   |
| 6    | Madara Palameika (LAT)    | 59,78 (q)  | 59,78   | x       | 59,33   |
| 7    | Jarmila Klimešová (CZE)   | 59,65 (q)  | 55,90   | 59,65   | 56,01   |
| 8    | Ásdís Hjálmsdóttir (ISL)  | 59,15 (SL) | 59,15   | 57,62   | x       |
| 9    | Rachel Yurkovich (USA)    | 58,84      | 58,84   | 58,01   | 57,92   |
| 10   | Justine Robbeson (RSA)    | 58,08      | 57,87   | 55,27   | 58,08   |
| 11   | Indré Jakubaityté (LTU)   | 56,92      | x       | 56,01   | 56,92   |
| 12   | Yanet Cruz (CUB)          | 56,73      | 55,91   | 56,73   | 55,48   |
| 13   | Elisabeth Eberl (AUT)     | 56,48      | 56,48   | 54,39   | x       |
| 14   | Kyung-ae Kim (KOR)        | 54,96      | 51,64   | 53,75   | 54,96   |

| Rang | Athlète                    | Distance  | Essais  | Essais  | Essais  |
|      |                            |           | Essai 1 | Essai 2 | Essai 3 |
| ---- | -------------------------- | --------- | ------- | ------- | ------- |
| 1    | Sunette Viljoen (RSA)      | 65,34 (Q) | 65,34   |         |         |
| 2    | Barbora Špotáková (CZE)    | 63,40 (Q) | 63,40   |         |         |
| 3    | Martina Ratej (SVN)        | 61,58 (Q) | 61,58   |         |         |
| 4    | Kimberley Mickle (AUS)     | 60,50 (q) | 60,50   | 57,80   | 60,12   |
| 5    | Linda Stahl (GER)          | 60,21 (q) | 60,21   | 59,85   | 58,25   |
| 6    | Zahra Bani (ITA)           | 58,92     | x       | x       | 58,92   |
| 7    | Vira Rebryk (UKR)          | 58,50     | x       | 55,69   | 58,50   |
| 8    | Mercedes Chilla (ESP)      | 58,34     | 58,34   | x       | 52,01   |
| 9    | Sinta Ozolina-Kovala (LAT) | 58,15     | 56,18   | 58,15   | 54,02   |
| 10   | Chunhua Liu (CHN)          | 57,52     | 56,73   | 56,37   | 57,52   |
| 11   | Kara Patterson (USA)       | 57,14     | 56,41   | 55,25   | 57,14   |
| 12   | Tatjana Jelaca (SRB)       | 56,68     | 56,68   | x       | 54,58   |
| 13   | Risa Miyashita (JPN)       | 55,62     | 55,62   | 55,52   | 55,40   |
| 14   | María Murillo (COL)        | 52,83     | x       | x       | 52,83   |

## Légende
Records et Performances
- AR : Record continental (area record)
- CR : Record des championnats (championship record)
- MR : Record du meeting (meet record)
- NR : Record national (national record)
- OR : Record olympique (olympic record)
- PR : Record paralympique (paralympic record)
- PB : Record personnel (personal best)
- SB : Meilleure performance personnelle de la saison (season's best)
- WL : Meilleure performance mondiale de l'année (world leader)
- WJR : Record du monde junior (world junior record)
- WR : Record du monde (world record)

Circonstances et Conditions
- DNF : N'a pas terminé (did not finish)
- DNS : N'a pas pris le départ (did not start)
- DQ : Disqualification (disqualification)
- NM : Aucun essai valable enregistré (No Mark)
- Q : Qualifié « directement » au prochain tour (ou à la prochaine compétition), lors d'une compétition majeure, grâce au classement ou à la réalisation des minima (automatic qualifier)
- q : Qualifié au prochain tour (ou à la prochaine compétition), lors d'une compétition majeure, grâce au repêchage ou à la réalisation de l'une des meilleures performances parmi celles des « non qualifiés directement » (grâce au meilleur temps ou à la meilleure distance par exemple) (secondary qualifier)